# 卡尔詹
卡尔詹（Karjan），是印度古吉拉特邦Vadodara县的一个城镇。总人口26344（2001年）。

## 人口
该地2001年总人口26344人，其中男性13776人，女性12568人；0—6岁人口3255人，其中男1734人，女1521人；识字率69.65%，其中男性为75.94%，女性为62.75%。